# Marokkanische Fußballnationalmannschaft der Frauen/Weltmeisterschaften
Der Artikel beinhaltet eine ausführliche Darstellung der marokkanischen Fußballnationalmannschaft der Frauen bei Weltmeisterschaften und den Qualifikationen dazu. Marokko konnte sich erstmals im Juli 2022 für die 2023 stattfindende WM-Endrunde qualifizieren, wo die Mannschaft als einziger Neuling das Achtelfinale erreichte.

## Die Nationalmannschaft bei Weltmeisterschaften

### Übersicht
| Jahr | Gastgeberland         | Teilnahme bis …    | Gegner     | Ergebnis | Trainer        | Bemerkungen und Besonderheiten |
| ---- | --------------------- | ------------------ | ---------- | -------- | -------------- | --- |
| 1991 | Volksrepublik China   | nicht teilgenommen |            |          |                | |
| 1995 | Schweden              | nicht teilgenommen |            |          |                | |
| 1999 | USA                   | nicht qualifiziert |            |          |                | Bei der Afrikameisterschaft 1998 an Nigeria und der Demokratischen Republik Kongo gescheitert.                                        |
| 2003 | USA                   | nicht qualifiziert |            |          |                | In der Qualifikation zur Fußball-Afrikameisterschaft der Frauen 2002 nach zwei torlosen Remis im Elfmeterschießen an Mali gescheitert |
| 2007 | Volksrepublik China   | nicht qualifiziert |            |          |                | In der Qualifikation zur Fußball-Afrikameisterschaft der Frauen 2006 wieder an Mali gescheitert.                                      |
| 2011 | Deutschland           | nicht qualifiziert |            |          |                | In der Vorrunde zur Qualifikation zur Afrikameisterschaft am Senegal gescheitert.                                                     |
| 2015 | Kanada                | nicht qualifiziert |            |          |                | In der Qualifikation zur Afrikameisterschaft 2014 an Algerien gescheitert.                                                            |
| 2019 | Frankreich            | nicht qualifiziert |            |          |                | In der Qualifikation zum Afrika-Cup 2018 an der Elfenbeinküste gescheitert.                                                           |
| 2023 | Australien/Neuseeland | Achtelfinale       | Frankreich | 12.      | Reynald Pedros | Durch Erreichen des Halbfinales des Afrika-Cup der Frauen 2022 qualifiziert.                                                          |

### Statistik
(Angaben inkl. 2023: Neun Weltmeisterschaften)
- nicht teilgenommen: zweimal (22,2 %)
- nicht qualifiziert: sechsmal (66,7 %)
- qualifiziert: einmal (11,1 % bzw. 14,3 % der Versuche)
  - Achtelfinale: einmal (11,1 %)

## Die Turniere

### WM 1991 in der Volksrepublik China und WM 1995 in Schweden
Für die ersten beiden Afrikameisterschaften 1991 und 1995, die als Qualifikation für die ersten beiden WM-Turniere der Frauen diente, meldete Marokko keine Mannschaft.

### WM 1999 in den USA
Für die dritte Weltmeisterschaft, für die die Afrikaner nach der Aufstockung des Teilnehmerfeldes auf 16 Mannschaften einen weiteren Startplatz erhielten, mussten sich die Afrikaner über die Afrikameisterschaft 1998 qualifizieren. Marokko war für die Meisterschaft kampflos qualifiziert, da Qualifikationsgegner Kenia zurückzog. Bei der Meisterschaft wurde das erste Gruppenspiel gegen Titelverteidiger Nigeria mit 0:8 verloren – bis heute die höchste Niederlage der Marokkanerinnen. Im zweiten Spiel gelang zwar ein 4:1 gegen Ägypten, durch ein torloses Remis gegen die Demokratische Republik Kongo wurde aber aufgrund der schlechteren Tordifferenz die K.-o.-Runde verpasst.

### WM 2003 in den USA
Eigentlich sollte die WM 2003 wieder in der Volksrepublik China stattfinden. Wegen der SARS-Epidemie wurde das Turnier kurzfristig in die USA verlegt. Damit fand die Weltmeisterschaft zum zweiten Mal in den USA statt. Für die Fußball-Afrikameisterschaft der Frauen 2002, die wieder als Qualifikation diente, konnte sich Marokko nicht qualifizieren. In der zweiten Runde endeten beide Spiele gegen Mali torlos, so dass ein Elfmeterschießen entscheiden musste, das mit 4:5 verloren wurde.

### WM 2007 in der Volksrepublik China
Vier Jahre später fand dann die WM doch zum zweiten Mal in der Volksrepublik China statt. Für die Fußball-Afrikameisterschaft der Frauen 2006, die wieder als Qualifikation diente und erneut in Nigeria stattfand – da Gabun als Gastgeber zurückzog, konnte sich Marokko nicht qualifizieren, da in der ersten Qualifikationsrunde beide Spiele gegen Mali verloren wurden (0:2 und 1:4).

### WM 2011 in Deutschland
Für die WM in Deutschland qualifizierten diente die Fußball-Afrikameisterschaft der Frauen 2010 als Qualifikation, für die sich Marokko nicht qualifizieren konnte, da nach einem torlosen Remis im Senegal das Rückspiel der Vorrunde zur eigentlichen Qualifikation mit 0:1 verloren wurde.

### WM 2015 in Kanada
Als Qualifikation für die afrikanischen Mannschaften diente die Afrikameisterschaft 2014 durch. Dafür mussten sie sich zunächst durch Spiele gegen Algerien qualifizieren. Nach einer 0:2-Auswärtsniederlage in Algerien reichte ein torloses Remis im Rückspiel nicht zum Weiterkommen.

### WM 2019 in Frankreich
Die Qualifikation für die dritte WM in Europa erfolgte für die afrikanischen Mannschaften über den Afrika-Cup der Frauen 2018, der vom 17. November bis 1. Dezember 2018 in Ghana stattfand. Qualifizieren konnten sich nur die drei besten Mannschaften des Turniers. In der Qualifikation für diese Meisterschaft musste Marokko in der ersten Runde gegen die Elfenbeinküste antreten. Nach einem 1:1 im Heimspiel reichte es im Auswärtsspiel nur zu einem torlosen Remis, wodurch aufgrund der Auswärtstorregel die zweite Runde verpasst wurde.

### WM 2023 in Australien und Neuseeland
Die Qualifikation für die erste WM der Frauen in der südlichen Hemisphäre läuft wieder für die afrikanischen Mannschaften über den Afrika-Cup. Als Gastgeber musste sich Marokko dafür nicht qualifizieren. Die Marokkanerinnen werden seit 2021 vom Franzosen Reynald Pedros trainiert, der mit Olympique Lyon zweimal die UEFA Women’s Champions League gewann. Im Eröffnungsspiel traf die Mannschaft auf Burkina Faso und gewann mit 1:0. Es folgten Siege gegen Uganda (3:1) und den Senegal (1:0), so dass Marokko als Gruppensieger ins Viertelfinale einzog. Hier traf Marokko auf Botswana, einen der beiden zweitbesten Gruppendritten. Durch ein 2:1 wurde das Halbfinale erreicht, womit sich die Mannschaft direkt für die WM-Endrunde qualifizierte. Im Halbfinale gegen Rekordafrikameister Nigeria stand es nach 120 Minuten 1:1, so dass es zum Elfmeterschießen kam, das Marokko mit 5:4 gewann. Im Finale konnten sie dann aber den Heimvorteil nicht nutzen und verloren mit 1:2 gegen die Südafrikanerinnen, die damit erstmals Afrikameister wurden.
Bei der Auslosung am 22. Oktober 2022 wurde die Mannschaft in die Gruppe mit Deutschland, Kolumbien und Südkorea gelost, gegen die noch nie gespielt wurde. Nach einer 0:6-Niederlage mit zwei Eigentoren, konnten die beiden folgenden Spiele mit 1:0 gewonnen werden. Da sich Deutschland und Südkorea, die beide gegen Kolumbien verloren hatten, 1:1 trennten, erreichten die Marokkanerinnen als einzige Neulinge die K.-o.-Runde. Im Achtelfinale kam es zur zweiten Begegnung mit Frankreich – die erste hatte Marokko 2008 mit 0:6 verloren. Auch diesmal war Marokko chancenlos und verlor mit 0:4.

## Spiele
| Alle WM-Spiele |            |          |             |   |                 |              |                                |
| Nr.            | Datum      | Ergebnis | Gegner      |   | Austragungsort  | Anlass       | Bemerkungen                    |
| 1              | 24.07.2023 | 0:6      | Deutschland | * | Melbourne (AUS) | Vorrunde     | Erstes Spiel gegen Deutschland |
| 2              | 30.07.2023 | 1:0      | Südkorea    | * | Adelaide (AUS)  | Vorrunde     | Erstes Spiel gegen Südkorea    |
| 3              | 03.08.2023 | 1:0      | Kolumbien   | * | Perth (AUS)     | Vorrunde     | Erstes Spiel gegen Kolumbien   |
| 4              | 08.08.2023 | 0:4      | Frankreich  | * | Adelaide (AUS)  | Achtelfinale |                                |